# قرصعنة كريهة الرائحة
القِرصَعنة كريهة الرائحة أو الكزبرة الطويلة (بالإنجليزية: Culantro)‏ نوع نباتي عشبي يتبع جنس القِرصَعنة من الفصيلة الخيمية. موطنه الأصلي المكسيك وأمريكا الجنوبية.